# Oligodon speleoserpens
Oligodon speleoserpens — вид змій родини полозових (Colubridae). Описаний у 2024 році.

## Назва
Видовий епітет speleoserpens — складена назва, яка поєднує латинський грецький іменник spēlēum, що означає «печера», та латинське слово «serpens» — «плазун», тобто «змія».

## Поширення
Ендемік Таїланду. Поширений у вапнякових карстових утвореннях провінцій Сатун і Транг на півдні країни.

## Опис
Спинний малюнок рівномірний сірий або сірувато-бурий без будь-яких відмітин і сіток. Передня половина черевної поверхні біла з сіро-бурими плямами неправильної форми, задня половина бездоганно темно-сіра, нижня сторона хвоста вкраплена білими плямами.